# Partit Comunista de Noruega
El Partit Comunista de Noruega (noruec  Norges Kommunistiske Parti, NKP) és un partit polític de Noruega d'ideologia comunista. Fou fundat el 1923 arran d'una escissió del Partit Laborista Noruec. Va tenir un paper important en la resistència a l'ocupació alemanya durant la Segona Guerra Mundial, i van tenir un breu període de popularitat després de la guerra. Tanmateix, després de l'inici de la Guerra Freda, la influència va disminuir constantment. Des de mitjans dels anys 1970 el partit ha tingut un paper a mínim en la política noruega. Estan en contra de la Unió Europea i d'altres organitzacions internacionals.

## Fundació
El Partit Laborista Noruec (DNA), sota la direcció de Martin Tranmæl es va unir a la Internacional Comunista en el moment de la seva formació. Tanmateix, el DNA no era en absolut disposat a convertir-se en un partit bolxevic en les línies que exigia la Internacional. A més, Tranmæl s'oposa estrictament a la participació de la Comintern en els afers interns del partit. En una conferència nacional celebrada al novembre de 1923, el DNA va decidir abandonar la Internacional.
Durant aquesta conferència, els elements pro-Comintern es reuniren per a constituir un nou partit, el Partit Comunista de Noruega. El nou partit va ser fundat el 4 de novembre de 1923. Els fundadors del NKP procedien principalment de la Federació de la Joventut del DNA, amb líders com Peter Furubotn, Eugene Olsen i Arvid G. Hansen. La majoria dels joves s'uniren al NKP.
Sverre Sjøstad fou elegit president, Halvard Olsen vicepresident i Furubotn secretari general del partit. El 5 de novembre es va publicar el primer número de la publicació Norges kommunistblad, amb Olav Scheflo com el seu editor. 13 diputats del DNA al Storting es van unir al NKP, així com bona part de l'anomenada oposició sindical al DNA.

## Els primers anys
El futur polític del nou partit era reduït. No podia impugnar l'hegemonia del DNA sobre el moviment sindical noruec. A les eleccions legislatives noruegues de 1924 va obtenir 59.401 vots (6,1%) i sis escons. A les de 1927 va obtenir 40 074 vots (4,02%) i tres escons. El 1930 va perdre la seva representació parlamentària, quan va obtenir 20.351 vots (1,7%). A les de 1936 només obtingué 4.376 vots (0,3%). En aquesta elecció el partit, però, només es presentà en alguns districtes.
Paral·lelament a la disminució de la seva influència electoral, el partit va ser devastat per lluites internes. Halvard Olsen i altres dirigents sindicals va abandonar el partit en 1924, en protesta per la política sindical del NKP. Sverre Sjøstad, president i fundador, i els seus seguidors van abandonar el partit el 1927 per prendre part en la reunificació amb el DNA (que es va fusionar amb el Partit Socialdemòcrata Laborista de Noruega). Emil Stang i Olav Scheflo deixaren el partit el mateix any, ja que no s'oposaven al govern dels laboristes. Però el 1927 se'ls uní el grup Mot Dag, un cercle d'intel·lectuals d'esquerra, tot i que el 1928 deixaren el partit per a formar un grup d'ultraesquerra.

## La Segona Guerra Mundial
A l'inici de la Segona Guerra Mundial, el NKP va subscriure el Pacte Molotov-Ribbentrop entre el Tercer Reich i la Unió Soviètica. El govern laborista, per altra banda, s'alineà amb el Regne Unit. Durant la Guerra d'Hivern, el NKP va donar suport a l'atac soviètic, mentre que els laboristes van donar suport als finlandesos. Les relacions DNA-NKP assoliren un mínim històric.
El Tercer Reich va envair Noruega el 9 d'abril de 1940. La publicació del NKP Arbeideren va proclamar que la invasió era una guerra imperialista, i que Alemanya i les potències occidentals eren igualment responsables del seu esclat. Segons aquesta anàlisi, el partit no hauria de prendre part per una de les potències imperialistes, una política que estava en clara oposició de l'(ara exiliat) govern laborista. Tanmateix, a nivell local, les cèl·lules al nord de Noruega van començar (sense el consentiment de la direcció del partit) per mobilitzar activitats de resistència.
L'agost de 1940 el NKP va ser el primer partit polític noruec en ser prohibit per les autoritats d'ocupació alemanya. La publicació d'Arbeideren cessà. El partit d'aleshores esdevé fer clandestí, tot i que estava mal preparat per a això. En aquesta situació de confusió, Furutbotn, qui havia estat molts a Moscou i que havia tornat a Noruega poc abans de la invasió, començà a demanar una resistència més activa contra els ocupants. Ara era el líder del partit a Vestlandet, i a la conferència nacional clandestina de 31 de desembre imposà la seva tesi de resistència activa.
El NKP va tenir un paper dirigent en el moviment de resistència, organitzant sabotatges i accions guerrilleres. Però encara que els diferents sectors de la resistència mostraven un front unit contra els ocupants, les relacions entre el NKP i el Front intern, el govern a l'exili i el moviment sindical clandestí no sempre eren cordials, ja que aquests només proposaven la resistència pacífica i tasques de suport d'intel·ligència als Aliats, i només al final del conflicte participaren activament en la resistència. Generalment el NKP cercà adoptar tàctiques ofensives contra els ocupants. També editaren el diari Friheten (Llibertat).

## Ressorgiment en la Postguerra
Després de la guerra, el NKP va gaudir d'un fort impuls de popularitat pel seu paper en la lluita de la resistència. El paper que de la Unió Soviètica havia exercit en derrotar Alemanya i, en particular, l'alliberament de Finnmark pels soviètics, també va contribuir a la seva popularitat.
Al govern d'unitat nacional format després de la guerra, s'hi van incloure dos comunistes (Johan Strand Johansen i Kirsten Hansteen). Hansteen va ser la primera dona ministra de Noruega. L'òrgan del partit Friheten assolirà una edició d'uns 100.000 exemplars després de la guerra. En el nou clima de tolerància de la postguerra, es plantejaren alguns debats sobre la possible reunificació entre laboristes i NKP. Durant la guerra, els debats han tingut lloc en el camp de concentració de Grini entre líders capturats laboristes i comunistes (inclosos Einar Gerhardsen de DNA i Jørgen Vogt de NKP). Tanmateix, aquests plans van ser rebutjats per Furubotn. A les eleccions legislatives noruegues de 1945 el NKP va assolir el seu màxim històric amb 176.535 vots (11,89%) i 11 escons al Storting. El 1946 Furubotn va ser elegit secretari general de NKP.

## L'inici de la Guerra Freda
Tanmateix, el creixement del partit va resultar ser breu. La Guerra Freda va començar, i el govern noruec i es va sumar a les potències occidentals. A les eleccions legislatives noruegues de 1949 el NKP va obtenir 102.722 vots (5,83%).
El motiu de la disminució de la popularitat és sovint acreditat al discurs del primer ministre laborista Einar Gerhardsen a Kråkerøy el 1948, quatre dies després del cop de Praga pels comunistes a Txecoslovàquia. En ell, va condemnar les accions a Txecoslovàquia, però també va advertir que el mateix podria passar a Noruega, si al Partit Comunista se li donava massa poder. El discurs va representar l'inici d'una campanya oculta i oberta contra el partit i els seus membres, amb la finalitat d'espantar als votants i reduir la seva influència en el moviment sindical.

## La Gran Purga
Al mateix temps, el partit patí la més traumàtica divisió interna. El 1946 alguns dels més propers col·laboradors de Furubotn durant la guerra, Kjell G. Kviberg i Ørnulf Egge, havien estat expulsats. El 1949 els enemics de Furubotn dins del partitvan iniciar una campanya per expulsar-lo.
El 24 d'octubre de 1949, el diputat Johan Strand Johansen declarà públicament que existia una divisió dins del partit en un discurs a la unitat local de partit a Malerne. L'endemà, els seguidors de Furubotn van dimitir dels seus càrrecs en el partit. El 26 d'octubre de Furubotn i els seus seguidors van ser expulsats del partit. L'editorial de Friheten del 27 d'octubre va proclamar que "ha sorgit clarament que aquesta lluita contra el part és obra de trotskistes, nacionalistes burgesos i titoistes, que ha paralitzat el Comitè Central amb interminables i inútils discussions." 
Aquest procés va contribuir a l'actual política d'aïllament del NKP. L'expulsió de Furubotn, considerat com un heroi de la lluita de resistència, fou en molts aspectes, un suïcidi polític. I la forma en què les expulsions tingueren lloc i el fort llenguatge utilitzat en la premsa del NKP contra els expulsats, va contribuir a donar una imatge de NKP com un partit conspirador.

## Els anys de la Guerra Freda
El NKP sempre va ser considerat com un fidel seguidor del Partit Comunista de la Unió Soviètica, tot i que va prendre posicions independents que s'oposen a la línia soviètica. Això va ocórrer el 1968, quan el NKP condemnar la invasió soviètica de Txecoslovàquia. El front jove, la Jove Lliga Comunista de Noruega, ho va fer servir per a seguir una línia més independent del partit. A mitjans de 1960 el Departament d'Estat dels EUA calculava que el nombre de membres del partir era d'uns 4.500 (0,2% de la població en edat laboral del país).
A les eleccions legislatives noruegues de 1973 va participar en una aliança electoral amb el Partit Popular Socialista i altres grups d'esquerra, coneguda com la Lliga Electoral Socialista Electoral, i el seu líder, Reidar Larsen, fou elegit al parlament. El 1975, la Lliga Electoral Socialista Electoral es va convertir en el Partit Socialista d'Esquerra. El Partit Comunista va prendre part en el procés de transformació de la Lliga Electoral en un nou partit, però al final va decidir seguir sent un partit independent. En el congrés del partit en 1975, 113 delegats va votar a favor de mantenir el partit independent, mentre que 30 havien votat a favor de la fusió en el SV. Larsen no es presentà a la reelecció i Martin Gunnar Knutsen va ser elegit nou cap del partit. Després del Congrés Larsen i altres deixaren el partit i s'uniren al Partit Socialista d'Esquerra.
Després de Mikhaïl Gorbatxov arribés al poder a la Unió Soviètica i comencés el seu programa de reformes, el NKP - com la majoria dels altres partits comunistes europeus - va iniciar la revisió de la seva visió sobre el passat soviètic. El partit va començar a distanciar-se de les pràctiques de la Unió Soviètica, i es va centrar en un comunisme suavitzat, emprant freqüentment el terme "socialisme democràtic" des dels anys 1990.

## La caiguda del bloc socialista
Al voltant de 1990 hi va haver també tendències de treball dins del NKP per a la reagrupació. A les eleccions legislatives noruegues de 1989 va unir forces amb el Partit Comunista dels Treballadors (AKP), l'Aliança Electoral Roja (RV) i socialistes independent per a formar Fylkeslistene for Miljø og solidaritet (Llistes de Comtat per al Medi Ambient i la Solidaritat). El NKP també presentà llistes conjuntes amb la RV a alguns indrets en el decenni de 1990, mentre que en altres llocs, membres de NKP feien campanya per RV. Aquesta política d'unitat, però, va ser abandonada al voltant de mitjans del decenni de 1990. Un moment decisiu en aquest procés es va produir quan el partit es va oposar al cop d'estat de 1991 contra Gorbatxov per la "vella guàrdia" del partit comunista soviètic.
Avui en dia, la declaració de principis del partit reconeix explícitament que la Unió Soviètica representava una violació dels principis democràtics i reconeix que també han d'assumir la responsabilitat per la seva falta de crítica d'aquests problemes. El partit, però, veu aquests països com a exemples de socialisme i progrés sobre els règims precedents. Encara que el NKP va sobreviure al col·lapse de la Unió Soviètica, l'agitació interna i en particular la manca de reclutament de joves ha posat el partit en situació marginal. A començaments dels 1990 el partit va intentar contrarestar promovent alguns joves entre els càrrecs dirigents del partit. Tanmateix aquest canvi no aconseguí el seu propòsit, i novament restà dominat pels antics membres de l'era soviètica.

## Situació actual
El NKP va obtenir tres representats a les eleccions municipals de 2003, dos al consell municipal d'Åsnes i un a Vadsø. La secció d'Åsnes, amb molt la més forta en aquest moment, però, deixar el partit el 2004 per a formar Socialistes Radicals a causa dels desacords en qüestions de religió, Stalin i la cooperació amb altres grups d'esquerra. A més, un membre del NKP formava part del consell municipal de Porsgrunn elegit en la llista de RV, fins que es va unir a RV. A les eleccions legislatives noruegues de 2005 va obtenir 1.070 vots (0,04% del total nacional) El 2007 no van trobar suficients candidats per presentar una llista a Vadsø, i per tant, no té representants elegits democràticament.
El 2006-2008 les joventuts del NKP canviaren el nom de Lliga de Joves Comunistes de Noruega a la Lliga de Joves Comunistes a Noruega. La nova lliga va canviar el seu nom en 2008 a la Joves Comunistes a Noruega El partit encara publica un diari setmanal anomenat Friheten (Llibertat), que començà a publicar-se clandestinament el 1941.

## Resultats electorals

### Storting
| Any  | Vots                               | %                                  | Escons   | ±   | Govern            |
| ---- | ---------------------------------- | ---------------------------------- | -------- | --- | ----------------- |
| 1924 | 59,401                             | 6.1                                | 6 / 150  | Nou | Oposició          |
| 1927 | 40,075                             | 4.0                                | 3 / 150  | 3   | Oposició          |
| 1930 | 20,351                             | 1.7                                | 0 / 150  | 3   | Extraparlamentari |
| 1933 | 22,773                             | 1.8                                | 0 / 150  | =   | Extraparlamentari |
| 1936 | 4,376                              | 0.3                                | 0 / 150  | =   | Extraparlamentari |
| 1945 | 176,535                            | 11.9                               | 11 / 150 | 11  | Oposició          |
| 1949 | 107,722                            | 5.8                                | 0 / 150  | 11  | Extraparlamentari |
| 1953 | 90,422                             | 5.1                                | 3 / 150  | 3   | Oposició          |
| 1957 | 60,060                             | 3.4                                | 1 / 150  | 2   | Oposició          |
| 1961 | 53,678                             | 2.9                                | 0 / 150  | 1   | Extraparlamentari |
| 1965 | 27,996                             | 1.4                                | 0 / 150  | =   | Extraparlamentari |
| 1969 | 21,517                             | 1.0                                | 0 / 150  | =   | Extraparlamentari |
| 1973 | Dins la Lliga Electoral Socialista | Dins la Lliga Electoral Socialista | 1 / 155  | 1   | Oposició          |
| 1977 | 8,448                              | 0.4                                | 0 / 155  | 1   | Extraparlamentari |
| 1981 | 6,673                              | 0.3                                | 0 / 155  | =   | Extraparlamentari |
| 1985 | 4,245                              | 0.2                                | 0 / 157  | =   | Extraparlamentari |
| 1989 | Dins la coalició FMS               | Dins la coalició FMS               | 0 / 165  | =   | Extraparlamentari |
| 1993 | 361                                | 0.0                                | 0 / 165  | =   | Extraparlamentari |
| 1997 | 1,979                              | 0.1                                | 0 / 165  | =   | Extraparlamentari |
| 2001 | 1,726                              | 0.1                                | 0 / 165  | =   | Extraparlamentari |
| 2005 | 1,070                              | 0.0                                | 0 / 169  | =   | Extraparlamentari |
| 2009 | 697                                | 0.0                                | 0 / 169  | =   | Extraparlamentari |
| 2013 | 611                                | 0.0                                | 0 / 169  | =   | Extraparlamentari |
| 2017 | 309                                | 0.0                                | 0 / 169  | =   | Extraparlamentari |
| 2021 | 308                                | 0.0                                | 0 / 169  | =   | Extraparlamentari |

## Líders del partit
- Sverre Støstad 1923 - 1925
- Peder Furubotn 1925 - 1930
- Henry Wilhelm Kristiansen 1931 - 1934
- Adam Egede-Nissen 1934 - 1946
- Emil Løvlien 1946 - 1965
- Reidar T. Larsen 1965 - 1975
- Martin Gunnar Knutsen 1975 - 1982
- Hans I. Kleven 1982 - 1987
- Kåre André Nilsen 1987 - 1991
- Ingve Iversen 1991 - 1992
- Terje Krogh, Per Lothar Lindtner i Kjell Underlid 1992 - 1998
- Per Lothar Lindtner i Kjell Underlid 1998 - 2000
- Per Lothar Lindtner 2000 - 2001
- Zafer Gözet 2001 -